# AS-203
AS-203 (SA-203) — 19-й старт, проведенный в рамках подготовки к программе Аполлон, без корабля Аполлон, произведен ракетой-носителем Сатурн-1Б, состоялся 5 июля 1966 года.

## Предыстория
Целью полета AS-203 было исследование поведения в невесомости горючего — жидкого водорода во второй ступени S-IVB-200. Эту ступень Сатурна-1Б планировалось испытать в данном полете на предмет включения-выключения на орбите вокруг Земли, так как в лунных экспедициях она будет третьей ступенью Сатурна-5 (в варианте S-IVB-500) и для старта к Луне с космическим кораблём Аполлон её двигатель должен повторно запускаться на опорной орбите. Для обеспечения запуска двигателя в невесомости были приняты меры по управлению положением жидкого водорода в баке горючего.
Чтобы иметь на орбите необходимое количество топлива в баках второй ступени, пришлось отказаться от полезной нагрузки — был установлен только головной обтекатель. Кроме того, при заправке второй ступени количество окислителя (жидкого кислорода) было немного уменьшено, чтобы соотношение водород-кислород соответствовало ситуации с третьей ступенью Сатурна-5 на опорной орбите.
Бак был оборудован 88 датчиками и двумя телевизионными камерами, чтобы сделать запись поведения горючего. Одна из камер сломалась перед запуском, другая передала изображения на Землю.
В полете впервые испытывался приборный отсек нового типа, применявшийся во всех запусках ракет Сатурн со стартовой площадки № 37B (также при первом старте Сатурна-1Б — AS-201).

## Подготовка
Весной 1966 года было решено произвести старт AS-203 раньше AS-202, поскольку корабль для полёта AS-202 не был готов. 6 апреля 1966 года на Мыс Канаверал прибыла вторая ступень S-IVB , первая — шесть дней спустя, приборный отсек — ещё через два дня.
19 апреля технический персонал начал устанавливать ракету-носитель на стартовый стол позиции 37B. При опробовании опять столкнулись с проблемами, казалось, исправленными после полёта AS-201: из-за плохой пайки пришлось заменить более 8 000 мест паек на печатных платах.
В июне 1966 можно было одновременно видеть три ракеты Сатурн на различных стартовых позициях Мыса Канаверал: на площадке 39А стоял технологический макет Сатурна-5, ракета Сатурн-1Б для полёта AS-202 находилась на площадке 34, а Сатурн-1Б для полёта AS-203 — на площадке 37B.

## Полет
Ракета стартовала c первой попытки 5 июля 1966 года. Вторая ступень и приборный отсек вышли на круговую орбиту высотой 190 км. Главные задачи полета S-IVB были решены на первых двух витках. Водород, как и ожидалось, вел себя предсказуемо, контролировалось его положение в баке и температура двигателя, повторный запуск двигателя прошёл успешно. Следующие два витка использовались для дополнительных экспериментов: исследование свободного перемещения топлива в баках при небольшом отрицательном ускорении вследствие аэродинамического торможения ступени, испытания топливных баков на быструю разгерметизацию и на герметизацию.
Эксперимент по закрытию клапана бака жидкого кислорода привел к увеличению давления в водородном баке. После сброса давления в кислородном баке, когда был закрыт клапан, кислород продолжал испаряться. Вероятно, при перепаде давления между баками в 39,4 фунта на квадратный дюйм (272 кПа) не выдержала разделяющая их переборка, как это было в наземном испытании. Разрушение, по-видимому, произошло, когда ступень пролетала зону двухминутной потери связи между Центром Управления и станцией слежения на Тринидаде. Радарное изображение с тринидадской станции показало вместо S-IVB большое количество обломков, связь установить не удалось. NASA пришло к заключению, что искра или давление воспламенили топливо, что привело к взрыву.
Несмотря на разрушение баков, полёт признали успешным. Были достигнуты все главные цели и подтверждена концепция проекта 500-й версии ступени S-IVB. В сентябре компания Дуглас, разработчик S-IVB, объявила, что ступень готова к эксплуатации и может использоваться на Сатурне-5 для полёта человека на Луну.

## Дополнительно
- AS-203 — Старт (видео)